# 克羅地亞—烏克蘭關係
克羅埃西亞-烏克蘭關係 (烏克蘭語：Українсько-хорватські відносини) 是克羅埃西亞和烏克蘭之間的外交關係。兩國於1992年2月18日建交。克羅埃西亞在基輔設有大使館，在頓涅茨克設有名譽領事館。烏克蘭在札格雷布設有大使館，在馬林斯卡和斯普利特設有名譽領事館。克羅埃西亞支持烏克蘭加入歐盟和北約。

## 外部連結
- Embassy of Croatia in Ukraine （页面存档备份，存于） （克羅埃西亞語和烏克蘭語）
- Embassy of Ukraine in Croatia （烏克蘭語和克羅埃西亞語）